# Illinois generalförsamling
Illinois generalförsamling (engelska: Illinois General Assembly) är den lagstiftande församlingen i den amerikanska delstaten Illinois.

## Senaten
Illinois senat (engelska: Illinois Senate) består av 59 senatorer som representerar 59 distrikt valda i majoritetsval. Mandatperioden i senaten är normalt fyra år, men under ett decenniums längd är två mandatperioder 4 år långa samt en 2 år lång.

## Representanthuset
Illinois representanthus (engelska: Illinois House of Representatives) består av 118 ledamöter som representerar 118 distrikt valda i majoritetsval. Mandatperioden i representanthuset är två år.

## Bildgalleri

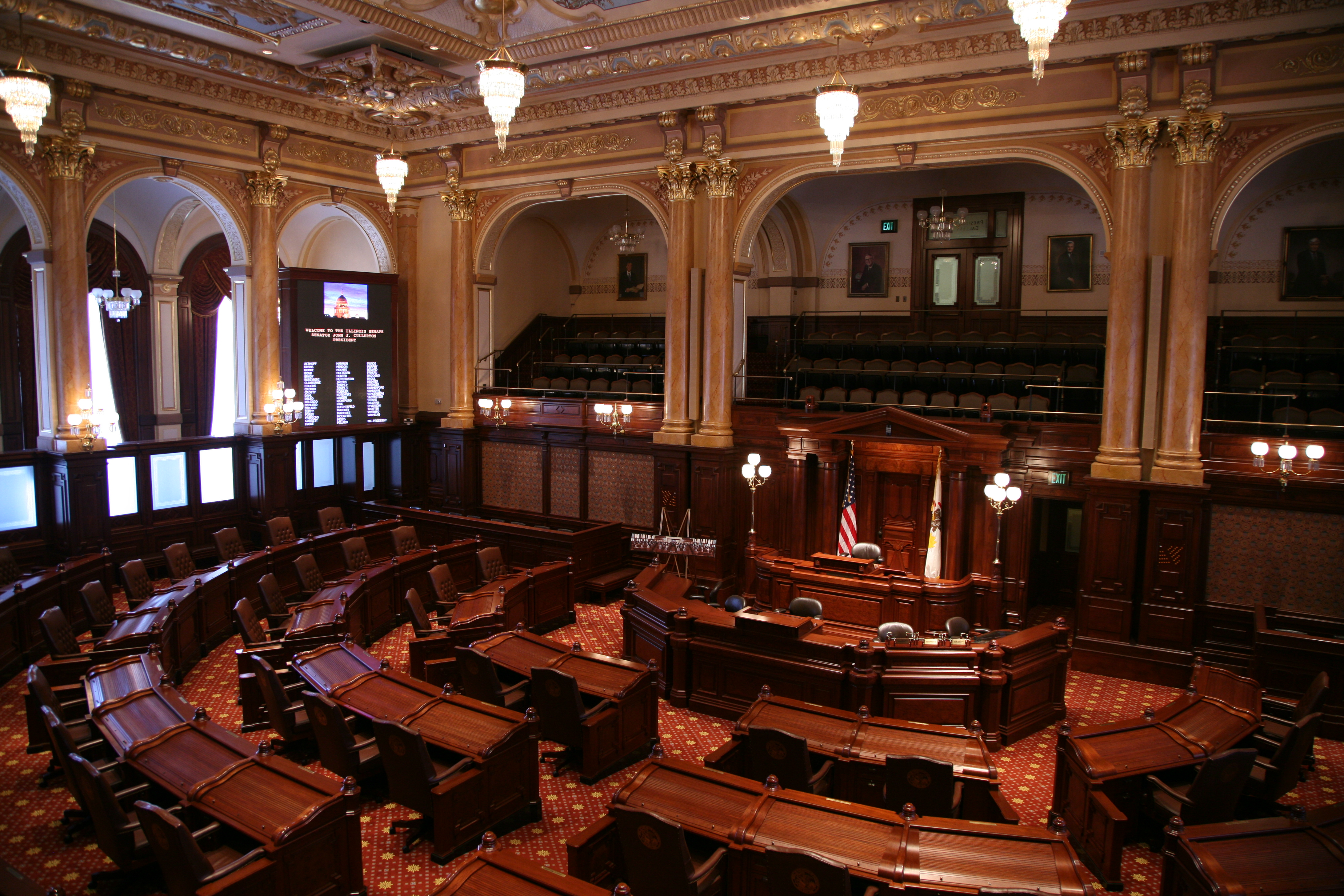
Senatens kammare
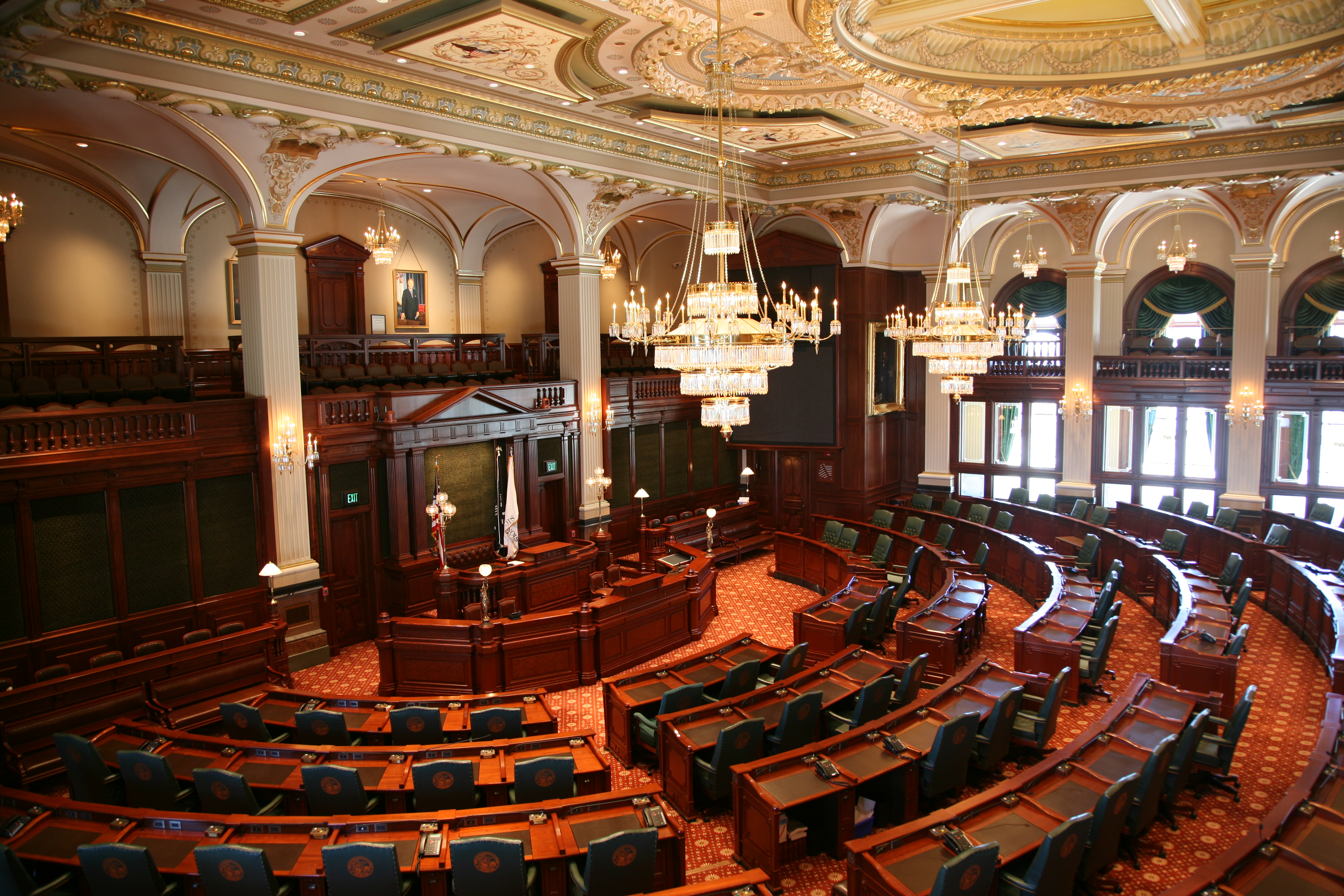
Representanthusets kammare